# Spodoptera
Genre
Spodoptera est un genre de lépidoptères (papillons) nocturnes de la famille des Noctuidae.
Ce genre comprend une trentaine d'espèces présentes dans tous les continents.
Certaines espèces de ce genre sont des ravageurs des cultures, à cause de leurs larves (chenilles) phyllophages.  C'est le cas en particulier de Spodoptera exempta qui est responsable d'invasions dévastatrices de dizaines de millions d'individus en Afrique de l'ouest comme il s'en est produit au Ghana en 2006 ou dans le nord du Liberia en janvier 2009. En 2016, la découverte de l'espèce Spodoptera frugiperda en Afrique (possiblement importée dans des denrées alimentaires en provenance d'Amérique) a conduit la Zambie à des épandages massifs de pesticides dans les districts concernés, sans que cela permette d'arrêter la prolifération de l'espèce devenue invasive et résistante aux insecticides.
Un nom vernaculaire fréquemment utilisé pour différentes espèces de ce genre est celui de Chenille légionnaire (Chenille légionnaire d'Afrique pour Spodoptera exempta, Chenille légionnaire de la betterave pour Spodoptera exigua, et Chenille légionnaire d'automne pour Spodoptera frugiperda).

## Liste d'espèces
Selon Catalogue of Life (27 sept. 2013) :
- Spodoptera albula
- Spodoptera androgea
- Spodoptera apertura
- Spodoptera cilium
- Spodoptera compta
- Spodoptera cosmioides
- Spodoptera depravata
- Spodoptera descoinsi
- Spodoptera dolichos
- Spodoptera eridania
- Spodoptera evanida
- Spodoptera exempta
- Spodoptera exigua
- Spodoptera frugiperda
- Spodoptera hennia
- Spodoptera hipparis
- Spodoptera latifascia
- Spodoptera littoralis
- Spodoptera litura
- Spodoptera malagasy
- Spodoptera marima
- Spodoptera mauritia
- Spodoptera obstans
- Spodoptera ochrea
- Spodoptera ornithogalli
- Spodoptera pecten
- Spodoptera pectinicornis
- Spodoptera picta
- Spodoptera praefica
- Spodoptera pulchella
- Spodoptera roseae
- Spodoptera teferii
- Spodoptera trajiciens
- Spodoptera triturata
- Spodoptera umbraculata

Selon ITIS (27 sept. 2013) :
- Spodoptera eridania (Cramer)
- Spodoptera exempta (Walker)
- Spodoptera exigua (Hubner)
- Spodoptera frugiperda (J. E. Smith)
- Spodoptera mauritia (Boisduval)
- Spodoptera ornithogalli (Guenee)
- Spodoptera praefica (Grote)

## Liste des espèces et sous-espèces
Selon NCBI (27 sept. 2013) :
- Spodoptera albula
- Spodoptera androgea
- Spodoptera apertura
- Spodoptera cilium
- Spodoptera cosmiodes
- Spodoptera cosmioides
- Spodoptera depravata
- Spodoptera descoinsi
- Spodoptera dolichos
- Spodoptera eridania
- Spodoptera evanida
- Spodoptera exempta
- Spodoptera exigua
- Spodoptera frugiperda
- Spodoptera latifascia
- Spodoptera littoralis
- Spodoptera litura
- Spodoptera marima
- Spodoptera mauritia
  - sous-espèce Spodoptera mauritia acronyctoides
- Spodoptera ochrea
- Spodoptera ornithogalli
- Spodoptera pecten
- Spodoptera pectinicornis
- Spodoptera picta
- Spodoptera praefica
- Spodoptera pulchella
- Spodoptera triturata
- Spodoptera umbraculata